# Alissardakh
Alissardakh (en rus: Алысардах) és un poble de la república de Sakhà, a Rússia, que en el cens del 2010 tenia 94 habitants, pertany al districte de Batagai.